# Solanum vellozianum
Solanum vellozianum är en potatisväxtart som beskrevs av Michel Félix Dunal. Solanum vellozianum ingår i släktet skattor som ingår i familjen potatisväxter. Inga underarter finns listade i Catalogue of Life.